# Madlax
Madlax (マドラックス Madorakkusu?) es un anime, el cual tiene 26 episodios, fue creado en el año 2004 por el estudio Bee Train. Fue dirigido por Kōichi Mashimo, y su banda sonora fue compuesta por Yuki Kajiura.
La trama gira en torno a dos jóvenes mujeres que no tienen nada en común y que además no se conocen. La heroína de la historia es "Madlax", aventurera y mercenaria en la guerra civil en el país imaginario de Gazth-Sonika. La otra protagonista es Margaret Burton, única heredera de una familia millonaria en el pacífico país europeo Nafrece. Antes de que comenzara la historia, hace doce años atrás, su madre y ella, fueron víctimas de un complejo incidente en Gazth-Sonika, en el que muchos perdieron la vida, incluyendo los pasajeros de un avión que chocó, entre estos pasajeros estaba el padre de Margaret. Margaret perdió la memoria y lo único que recuerda es la palabra "Madlax". Las dos mujeres se encontrarán al investigar por separado los hechos misteriosos de sus vidas, en abierto conflicto con el poderoso y hermético grupo criminal "Enfant" y su extraños manejos.
Según el director, el título es un acrónimo de dos palabras inglesas: MAD (loco) y reLAXed (relajado), como contraposición de dos extremos de la vida humana.
Existen muchas similitudes entre Madlax y Noir. Las dos series fueron producidas por Bee Train. Según los autores, estas dos series fueron las primeras entregas de una trilogía, explorando el género llamado girls with guns o mujeres con armas, El tercer título es El Cazador de la Bruja. Noir es de carácter más bien realista, mientras que Madlax incorpora elementos fantásticos y sobrenaturales, asociados normalmente con el género del suspense psicológico, aunque no siempre quedan explicados en la serie. 
La versión en DVD fue estrenada en Estados Unidos e Inglaterra en noviembre de 2006 por ADV Films, transmitida en el canal Anime Network y en Australia y Nueva Zelanda por Madman Entertainment.

## Argumento
La primera mitad de la serie se alternan entre dos historias. Madlax trabaja como una agente en las fuerzas militares en la guerra civil que desde hace 12 años divide el reino de Gazth-Sonika (país asiático con características de Vietnam o de Camboya), mientras Margaret disfruta la tranquilidad de Nafrece, un país que podría identificarse con Francia. Un enigmático "libro de ilustraciones" supuestamente regalado a Margaret por su difunto padre, atrae la atención de la poderosa organización criminal internacional Enfant, y entonces Margaret y Vanessa intentan averiguar el origen de ese libro y sus posibles vinculaciones con Gazth-Sonika y con el pasado de Margaret. El mejor agente de Enfant, Carrossea Doon, intenta ganarse la confianza de Margaret, mientras, Vanessa Rene descubre que la empresa donde trabaja, Bookwald Industries, está intensamente relacionada con Enfant, que secretamente alimenta la guerra civil en Gazth-Sonika suministrando armas de fuego para ambos bandos. Vanessa se traslada a Gazth-Sonika, donde traba una cierta amistad con Madlax. Juntas, descubren datos que demuestran que Enfant ha provocado la guerra. Margaret viaja también a Gazth-Sonika para ayudar a Vanessa junto con su criada Elenore Baker y con Carrossea Doon.
En algún momento, Madlax y Margaret se encuentran y van a buscar a Quanzitta o Conchita Marison, una mística que vive en una apartada zona de Gazth-Sonika. Quanzitta insinúa que conoce algo acerca del libro de Margaret y de la relación de Enfant con ellas. El propósito de Enfant es provocar una guerra mundial, empezando con Gazth-Sonika. Friday Monday (el líder de Enfant) posee poderes sobrenaturales gracias a los tres antiguos libros sagrados, uno de los cuales es el libro que posee Margaret. El desenlace de la historia es de carácter fantástico e incluye aspectos sobrenaturales.

## Aspectos de la serie

### Geografía de Madlax
La historia transcurre principalmente en lugares imaginarios, aunque ocasionalmente se mencionan países reales, como Japón. No es arriesgado identificar el país europeo, Nafrece, como Francia (el nombre es aproximadamente un acrónimo fonético, y en la ciudad se ven frecuentemente la Torre Eiffel y grandes bulevares de arquitectura haussmaniana). El país en guerra civil, GazthSonika, es más difícil de ubicar: se trataría de un lugar en Asia (así lo mencionan los personajes, y en distintos momentos se ven carteles con caracteres orientales y europeos) y se advierten rasgos políticos que recuerdan a Corea o Vietnam, como la existencia de dos demarcaciones territoriales y una "zona desmilitarizada", o a Camboya, como la guerra civil y una monarquía amenazada. Se ha observado que el nombre podría ser un acrónimo fonético aproximado de "Gaza Strip" ("franja de Gaza"). El paisaje es tropical y hay alguna referencia a antiguos templos y civilizaciones perdidas, lo que en algún momento hace pensar en América Central.

### Temas de Madlax
Entre los temas más importantes de Madlax está la guerra, sus causas y los efectos destructivos en las vidas de los personajes En los primeros episodios se compara la tranquilidad de Nafrece con la guerra en Gazth-Sonika; después, la historia se traslada completamente a la zona de combate, centrándose en los personajes principales, como Limelda Jorg, y sus sufrimientos. En la segunda mitad de la serie se discute sobre cuestiones como la búsqueda de la verdad, la violencia y el deseo de paz de la humanidad: Friday Monday, interpretando al papel de un loco villano, creyendo en que la intrínseca natural de los humanos solo lleva a la destrucción, la muerte y el caos. Para apoyar este punto de vista, él concede "los deseos esenciales de las personas" empezando por una guerra mundial irracional Sus planes se verán frustrados gracias a Madlax, al que Margaret Burton definió como "un tipo asesino". A pesar de su manera de actuar violenta, Madlax se configura como un personaje positivo y representa una la contradicción viviente de las creencias de Friday Monday, expresando la "verdadera naturaleza de los seres humanos". Al final, Margaret llega a la conclusión de que el mundo y la humanidad son libres para escoger el bien o el mal.
Madlax también trata sobre la búsqueda de la identidad: tanto Margaret como Madlax como Carrosea intentan averiguar los hechos que en el pasado influyeron decisvamente en sus vidas. Margaret se encuentra con los demás personajes ("Guardianes") uno tras otro, y conoce los estilos de vida ("Puertas") a los que pertenecen. Al final, ella descubre su propia "Puerta", que es su nueva identidad la cual reemplaza a la de que ella perdió hace doce años.
Madlax ha adquirido alguna popularidad por su contenido lésbico implícito, lo que no es inhabitual en el género shōjo-ai.
 La principal indicación de ello es la relación entre Madlax, Vanessa Rene y Limelda Jorg que en parte refleja el "triángulo amoroso" en Noir entre Kirika Yūmura, Mireille Bouquet y Chloe. La relación entre Margaret y Madlax es ambigua, se evidencia en los últimos segundos el opening, nunca reconocen que la otra existe. Por otra parte, hay muchas alusiones a la atracción mutua heterosexual entre ella y Carrosea Don están dispersos por toda la historia.

## Personajes
Margaret Burton (マーガレット・バートン Māgaretto Bāton?) es uno de los personajes principales de Madlax. Vive en una aristocratica mansión en un acomodado país de Europa (Nafrece) y ocasionalmente recuerda dramáticas escenas vividas en un país en guerra (Gazth Sonika). Se ocupa de la fiel y a veces sobreprotectora criada Elenore Baker (エリノア・ベイカー Erinoa Beikā?). Poco a poco se descubre que Margaret es una niña prodigio con ambiguos poderes sobrenaturales.
Junto a Margaret aparece Vanessa Rene (ヴァネッサ・レネ Vanessa Rene?), una decidida ejecutiva de treinta años, que antes era la tutora legal de Margaret.
Vanessa entrará después en relación con el personaje central de la serie, Madlax (マドラックス Madorakkusu?), una mujer bella y amable, espía y asesina a sueldo en la guerra en Gazth-Sonika. Cuando Vanessa viaja a Gazth-Sonika, contrata a Madlax como su guardaespaldas. Al igual que Margaret, Madlax tampoco recuerda lo que pasó hace doce años, excepto la palabra que utiliza como su nombre en clave y un vago recuerdo de su padre, a quien quisiera conocer algún día. Como Margaret, Madlax tiene habilidades sobrenaturales. Madlax y Vanessa se involucraran en una peligrosa investigación sobre las causas de la guerra civil en el lejano país de Gazth-Sonika. Sus actividades llaman la atención de una poderosa red de inteligencia criminal llamada "Enfant" (Niño en francés).
El misterioso cabecilla de Enfant, conocido como Friday Monday (フライデー・マンデー Furaidē Mandē?) controla grandes fuentes de información en todo el mundo y dirige un ejército de agentes que intervienen frecuentemente en conflicto con Vanessa, Margaret y Madlax. Uno de sus agentes es Carrossea Doon  (カロッスア・ドゥーン Karossua Dōn, Don Carlos ?) quien a menudo actúa de manera personal incumpliendo las instrucciones de Monday. Otro personaje es Limelda Jorg (リメルダ・ユルグ Rimeruda Yurugu?) , soldado de la Guardia Real de Gazth-Sonika, rival de Madlax. La interacción entre estos personajes y sus diversas motivaciones determina el desarrollo de la trama.

## Episodios
Originalmente Madlax fue transmitido en Japón en TV Tokyo desde el 5 de abril de 2004 desde las 1:30 hasta las 2:00 a. m. cada martes (horario oficial lunes en la madrugada). Un poco antes de que se transmitiera, fue licenciada en Norteamérica y Europa por ADV Films, que previamente había adquirió los derechos de distribución de Noir y han planeado de que su sucesor también se
licenciado por ellos. El doblaje oficial en inglés se estrenó bajo la marca MADLAX con un total de siete DVD desde el 12 de abril de 2005 hasta el 28 de marzo de 2006 y recibió una clasificación de TV-14 aunque fue reducido a TV-PG por haberse transmitido en TV cable.
Madlax se convirtió en el primer trabajo en ADV Films del productor y director David Williams y analizó la tecnología de distribuir material promocional vía P2P a través de BitTorrent.
Los DVD estadounidenses contienen extras disponible sólo en inglés. Como las polémicas conversaciones con SSS. y el teatro de sombras, un huevo de Pascua virtual, un vídeo acerca de Madlax después de que Chris Patton, Badgis', actor de voz y un fastidioso mujeriego (accesible durante la transición del episodio 21 presionando "Arriba", "Abajo", "Izquierda" y "Derecha").
Desde el 7 de febrero de 2006, Madlax fue transmitido en Anime Network los días martes desde las 8:00 hasta las 8:30 p. m. (cada episodio se repetía a las 11:00 p. m. del mismo día y a las 7:30 p. m. el siguiente martes). El día 4 de abril, después de que el último DVD fue puesto en venta, las siguientes transmisiones se paralizaron hasta el 27 de junio, solo los primeros 8 episodios fueron repetidos. Desde entonces, el anime ha sido relanzado dos veces, el 1 de agosto y el 7 de noviembre de 2006.

## Música
Como en muchos de los otros trabajos de Bee Train, la banda sonora de Madlax fue compuesta por Yuki Kajiura, creado por ella y el quinto proyecto de Kōichi Mashimo. El dúo Kajiura y Yūka Nanri (FictionJunction YUUKA) grabaron el tema de apertura Fragmentos de un ojo (瞳の欠片 Hitomi no kakera?) y el tema de cierre Inside your heart (Dentro de tu corazón) respectivamente, también hicieron las canciones "nowhere" (ningún lugar) y "I'm here" (estoy aquí). 
Toda la música fue lanzada en dos álbumes en 2004, dos sencillos fueron publicados por FictionJunction YUUKA, cada uno contiene el tema de apertura, cierre y canciones insertadas con sus respectivos karaokes. En una entrevista, Kajiura recuerda haber escrito la música en un hotel de lujo y así ahorrar dinero de su estudio; este cambio de ambiente le ayudó a explorar distintos estilos musicales.
En la canción "nowhere" con frecuencia se repite la palabra Yanmani (ヤンマーニ Yanmāni?) la cual no tiene significado alguno. Dentro de la canción usualmente se escucha como Madlax pelea, la palabra "Yanmaani", muchos fanes de Madlax la toman a la ligera: esta palabra llegó a simbolizar la aparente superioridad de Madlax - algo como una "palabra mágica" que le da poderes al pelear, de acuerdo con el género Magical Girl (Mahō Shōjo).

## Productos
La Biblia Madlax (ISBN 4-89425-375-5) es un artbook de 95 páginas que fue publicado en Japón el 21 de mayo de 2005 hecho por Hobby Japan aparte de ilustraciones en color y en blanco y negro, este libro contiene entrevistas con los autores y los seiyūs y diversa información acerca del anime en japonés. El artbook solo fue lanzado en Japón. La palabra Biblia viene de la Grecia Antigua "τὰ βιβλία τὰ ἅγια" que significa "libro bendito", el título del artbook probablemente hace referencia a los Libros sagrados que juegan un papel importante en la trama del anime. 
Un modelo a escala conocido como "Madlax con armas" fue fabricado, una figura de Madlax con manejo doble y su firma SIG P210s. En Japón, una camiseta con el logo de Madlax fue regalada junto con una edición limitada del primer volumen de DVD.

## Recepción
Noir fue un éxito inmediato en Japón y en el extranjero, pero Madlax no ha alcanzado el mismo renombre. A pesar de contar con valoraciones positivas y con una cierta simpatía por parte del público, la serie recibió solo una moderada aprobación por parte de la crítica especializada. Con frecuencia se achaca a esta producción un cierto carácter secundario y la repetición de estilos y esquemas de Noir (la trama general, el aspecto de los protagonistas femeninos, el uso de la música). Sin embargo, el argumento de Madlax es más complejo y consistente que el de su predecesor Noir: todos sus capítulos y subtramas están en mayor o menor medida enlazados con la trama principal, mientras que Noir contenía muchos elementos episódicos. 
La mayoría de los críticos apuntan que los primeros episodios de Madlax son aburridos y lentos. No obstante, se puede observar que el largo planteamiento inicial de la serie es necesario para el complicado desenlace final. Después del episodio 8, la historia se hace significativamente más ágil. Críticos profesionales acogieron con interés la complejidad de los personajes, en especial a algunos de los varones (Friday, Carlos y el coronel Burton), en contraste con la escasa construcción de los personajes masculinos de Noir.
Suele reconocerse la buena calidad de la animación en Madlax. La banda sonora, según los críticos junto con Noir es una de las mejores compuestas por Yuki Kajiura.